# GSh-23
GSh-23 (ГШ-23) hay TKB-613 (ТКБ-613) (mã GRAU là 9-А-472) là loại autocannon hai nòng do Konstruktorskoe Buro Priborostroeniya (Конструкторское бюро приборостроения) tại Tula ở Liên Xô phát triển cho các loại máy bay quân sự và chúng đã được sử dụng với số lượng lớn. Nó đã được thông qua và đưa vào phục vụ năm 1965 thay cho pháo NR-23, các loại máy bay được trang bị loại súng này là MiG-21, MiG-23, Yak-28I, Su-7B, Su-15, Su-17, IL-76M, Tu-22M, Yak-38, An-72P, Tu-95MS, Tu-142MZ/MR, L-39ZA, Ka-25F, Ka-29, Mi-24VM và Mi-35M. Việc chế tạo súng được giao cho nhà máy Degtyarev.

## Thiết kế
GSh-23 sử dụng cơ chế nạp đạn bằng độ giật truyền động chéo giữa hai nòng súng. Mỗi nòng súng có hệ thống hấp thụ lực giật riêng của mình và chuyển động của hai nòng được đồng bộ hóa bằng một bánh răng và đòn bẩy, khi một nòng lùi lại nó sẽ tác động vào đòn bẩy và đòn bẩy sẽ đẩy thoi nạp đạn của nòng lại vào vị trí sẵn sàng khai hỏa trong khi thoi nạp đạn của chính nó lùi lại để nhả vỏ đạn cũ ra, nhận viên đạn mới chuẩn bị để được đẩy vào nòng và bắn, khi nòng thứ hai khai hỏa nó sẽ lặp lại chu kỳ này với nòng thứ nhất. Thiết kế này giúp bỏ sự cần thiết với hai lò xo lớn để đẩy hệ thống về vị trí cũ sau khi hấp thu lực giật giúp giảm trọng lượng và kích thước của hệ thống. Cũng như thiết kế hai nòng giúp súng có tốc độ bắn nhanh hơn.
Súng được nạp đạn bởi một dây đạn duy nhất cho hai nòng có thể gắn từ bên trái hay bên phải súng, mỗi nòng súng sẽ có bánh răng xoay móc đạn từ dây đạn ra để đưa vào vị trí nạp đạn khi nòng súng di chuyển. Súng điểm hỏa bằng điện với nguồn điện 27 V. GSh-23 có thể dùng các loại đạn nổ mảnh, đạn nổ xuyên giáp, đạn xuyên giáp gây cháy...

## Biến thể

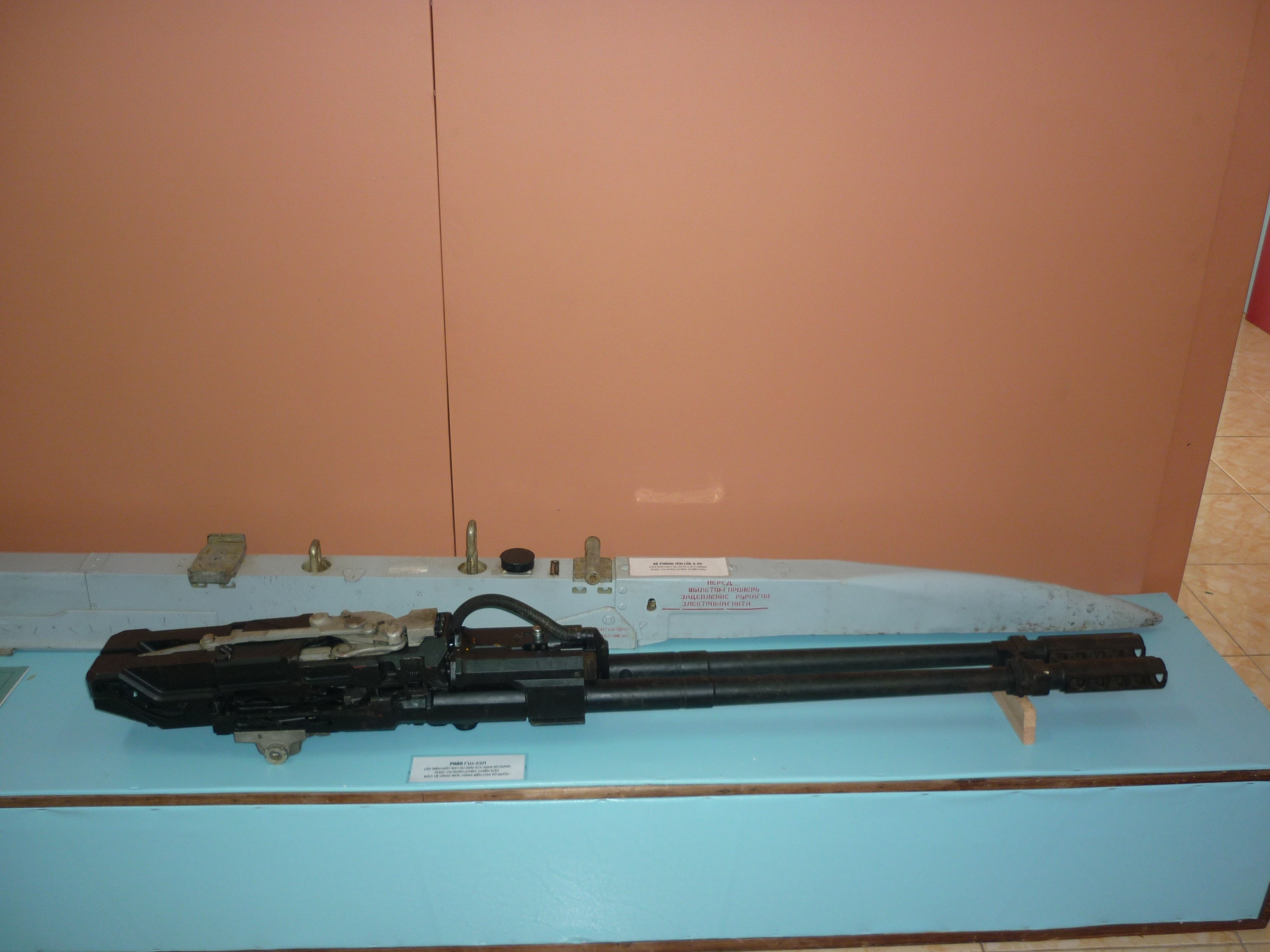
Một khẩu GSh-23L từng lắp đặt trên máy bay Su-22, được trưng bay tại nhà truyền thống Trung đoàn Không quân 923, Không quân Nhân dân Việt Nam. Bên cạnh là một bệ gắn tên lửa Kh-25, cũng từng được sử dụng lắp đặt trên Su-22.

GSh-23L: Sử dụng cơ chế nạp đạn bằng khí nén thay cho độ giật và có thêm các thiết kế để giảm giật.

### Các quốc gia sử dụng
- Liên Xô
  -  Nga
- Ấn Độ
- Ba Lan
- Brazil
- Bulgaria
- Trung Quốc
- Iraq
- Pakistan
- Romania
- Serbia
- Việt Nam